# Trikorn

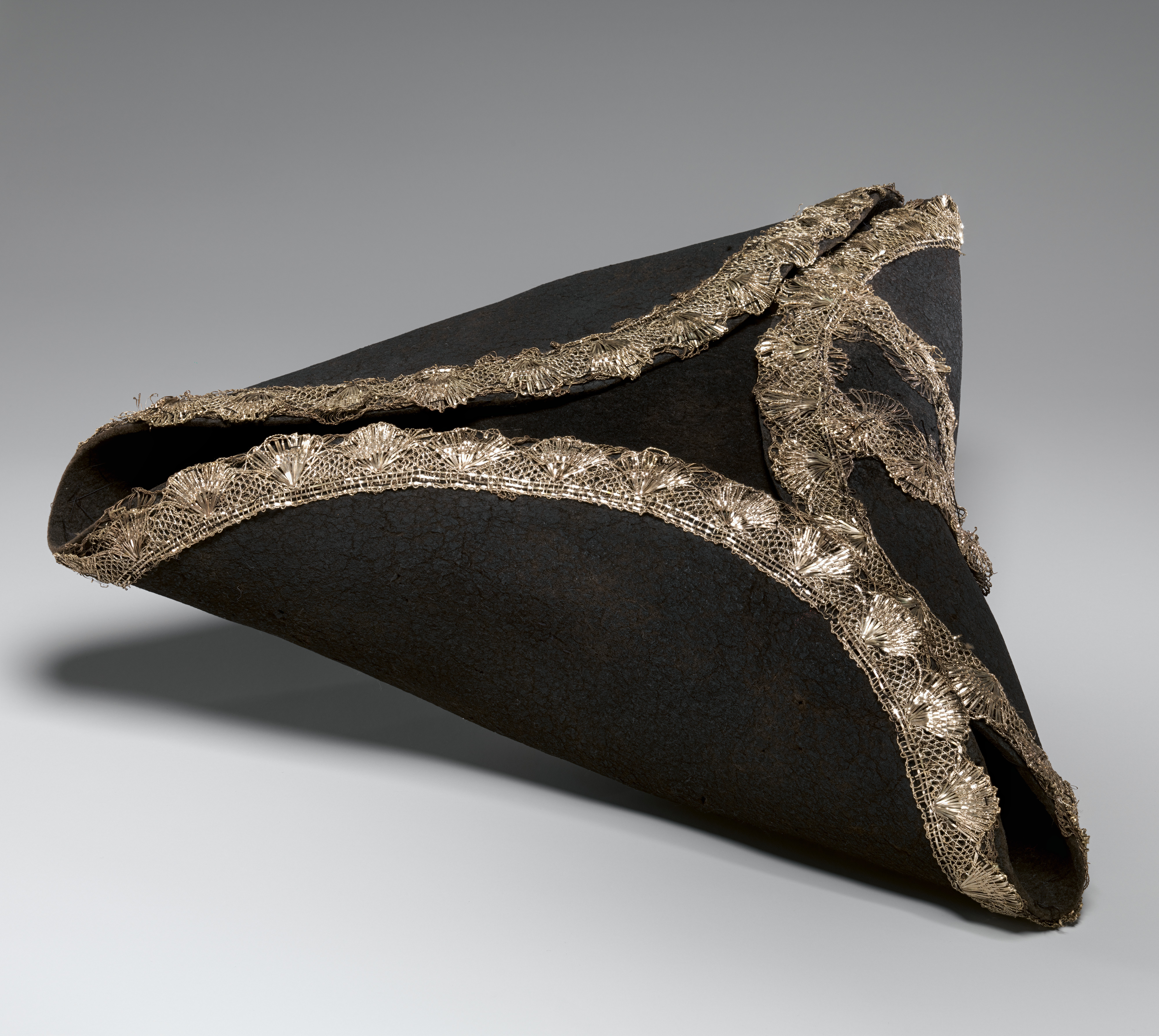
Trikorn, XVIII w.

Trikorn (trójróg, kapelusz trójskrzydły, trójgraniasty; ang. tricorne) – rodzaj kapelusza, szczególnie popularnego w XVIII wieku, który wyszedł z mody w połowie XIX wieku. Używany był zarówno jako część strojów cywilnych, jak i mundurów wojskowych - częściowo wyparty przez kaszkiet i bikorn.
Trikorn był zazwyczaj czarnego koloru, z szerokim rondem podwijanym do góry w taki sposób, że tworzył kształt zbliżony do trójkąta, stąd nazwa. Noszony zwykle z jednym z rogów nad czołem. To nakrycie głowy różniło się często formą - od prostych, z czarnego filcu, do ekstrawaganckich, zdobionych złotym lub srebrnym obszyciem i piórami. Dodatkowo w odmianie morskiej i wojskowej z przodu ozdobione były kokardą lub innym symbolem narodowym.
W Polsce upowszechniły się w czasach saskich i używane były powszechnie jeszcze w epoce stanisławowskiej, choć po zmianie przepisów dotyczących umundurowania armii polskiej na strój narodowy, zostały zastąpione przez kaszkiety, kapelusze i rogatywki.
Trikorny używane są do dziś jako część stroju uroczystego pensjonariuszy Royal Hospital Chelsea (domu dla emerytowanych żołnierzy) oraz hiszpańskiej Guardia Civil. W Stanach Zjednoczonych szczególnie popularne były w czasie rewolucji amerykańskiej.

## Galeria

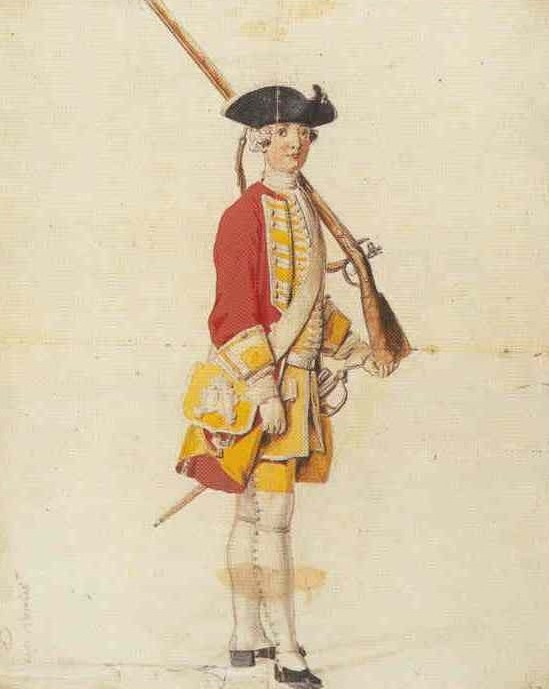
Piechur saski z czasów Augusta II Mocnego w trikornie
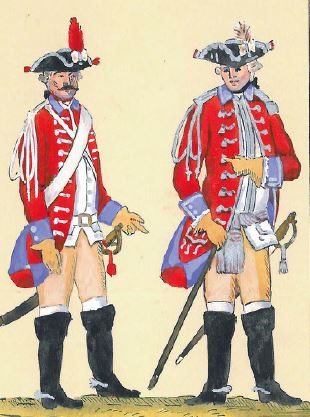
Szeregowy i oficer polskiej Gwardii Konnej Koronnej w mundurze zwykłym, 1775
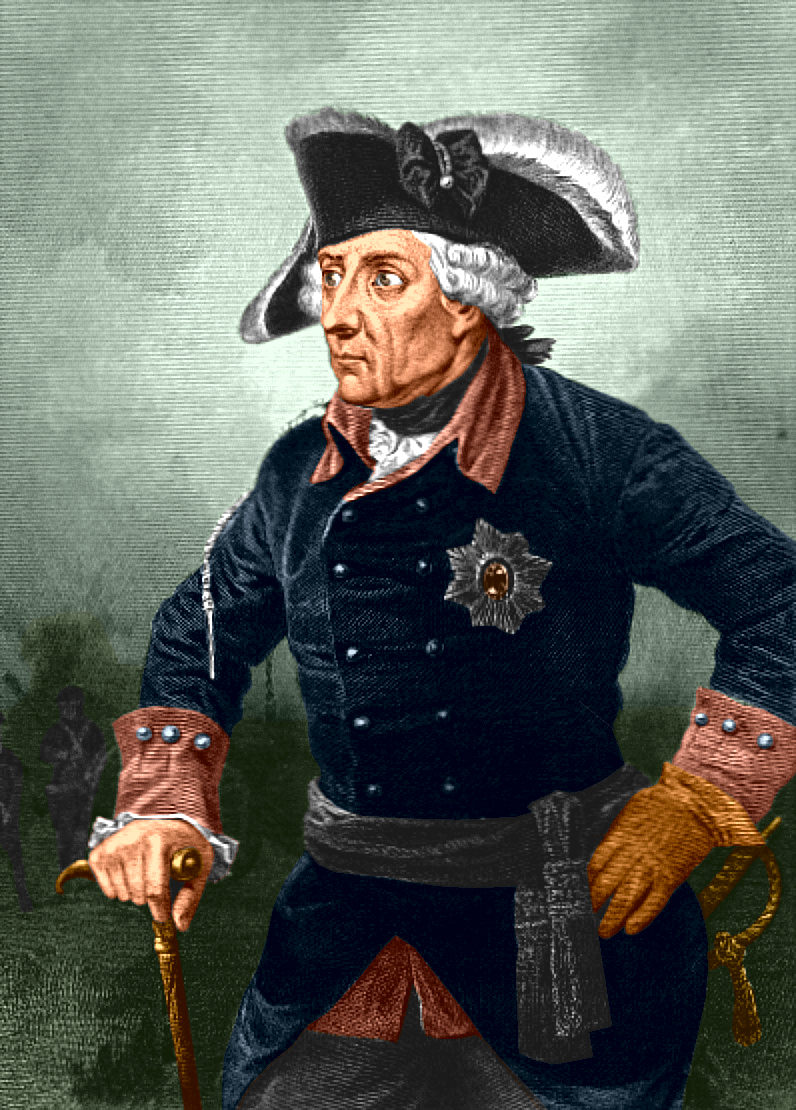
Fryderyk II Wielki w trikornie
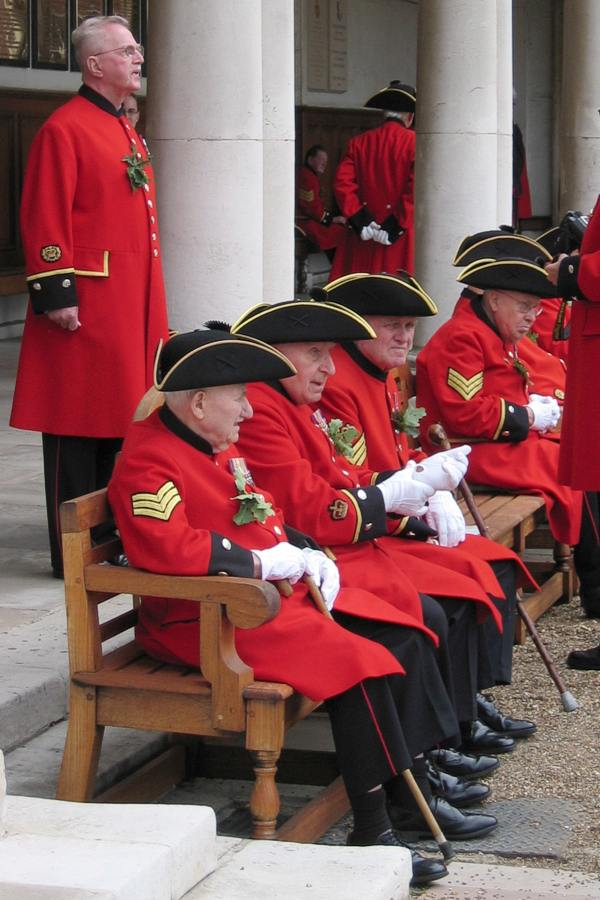
Pensjonariusze Royal Hospital w Chelsea